# Yves Baudrier
Pour les articles homonymes, voir Baudrier.
Yves Baudrier (Paris 8e, 11 février 1906 - Paris 16e, 9 novembre 1988) est un compositeur français.
Son nom reste attaché au groupe musical Jeune France dont il fut l'initiateur, à la création de l'Institut des hautes études cinématographiques (IDHEC) avec Marcel L'Herbier et à la composition de musiques de films.

## Biographie
Le jeune Yves Baudrier s'oriente d'abord vers des études de droit et de philosophie avant de se tourner vers la musique. De 1929 à 1933, il est l'élève de Georges Loth, organiste au Sacré-Cœur. Il rencontre Olivier Messiaen avec qui il fonde le groupe Jeune France en 1936, qui comprend aussi André Jolivet et Daniel-Lesur.
Jeune France se réclame d'une « volonté d'un retour à l'humain », du sens du sacré et revendique le parrainage posthume de Berlioz. Ce groupe s'inscrit aussi en réaction au néo-classicisme français de l'époque tout comme aux tendances musicales abstraites venues d'Allemagne qui commencent à être connues en France.
Baudrier se libère de la tonalité et s'affranchit de tout système d'écriture trop rigide, en revanche, il renoue avec les libertés rythmiques qu'utilisaient les anciens ; selon lui, la musique dans sa forme même obéit à des nécessités expressives, seules capables de provoquer les renouvellements de langage.
Mais le style des quatre compositeurs n'est pas homogène, ils n'ont en commun que d'avoir tous été élèves organistes. Cette disparité fait que l'existence du groupe musical ne survivra pas à la Seconde Guerre Mondiale.
C'est à partir de 1945, et pendant vingt ans que Baudrier enseigne à l'Institut des hautes études cinématographiques (IDHEC). Pendant cette période, il compose des musiques de films, notamment pour René Clément, Maurice Tourneur, Maurice Cloche.
La musique de Baudrier possède une grande clarté d'expression, son style très chantant reflète une belle imagination créatrice. La Bretagne où il a régulièrement séjourné est source d'inspiration pour nombre de ses compositions (Raz de Sein, La Dame à la Licorne, le Grand Voilier). Il avait épousé Christiane Marie Henriette Lamy (1913-2000).

## Œuvres
- Raz de Sein (1936), pour orchestre
- La Dame à la licorne (1937), pour piano
- Agnus Dei (1938) pour chœur et orgue
- Eleonora (1938) pour orchestre de chambre
- Deux Images pour flûte et piano (1938)
- Le Grand Voilier (1939) pour orchestre
- 1er Quatuor à cordes (1940)
- Deux Poèmes de Tristan Corbière (1944) pour chant et piano
- 1re symphonie (1945)
- Le Musicien dans la cité (1947) pour orchestre
- Cantate de la Pentecôte (1951) en collaboration avec Marius Constant et Manuel Rosenthal
- Prélude à quelques sortilèges (1953) pour orchestre
- Credo Adjuva Domine...(1960) pour chœur et orchestre
- 2e Quatuor à cordes "Autour de Mallarmé" (1961)
- 13 Histoires liées par un fil de flûte (1961) ballet radiophonique pour orchestre de chambre
- Partition trouvée dans une bouteille (1963) mouvement symphonique

## Musiques de films
- 1941 : Départ à zéro de Maurice Cloche
- 1946 : La Bataille du rail de René Clément
- 1947 : Les Maudits de René Clément (1947)
- 1947 : Le Tempestaire de Jean Epstein
- 1948 : Impasse des Deux-Anges de Maurice Tourneur
- 1950 : L'Homme qui revient de loin de Jean Castanier
- 1950 : Le Château de verre de René Clément
- 1951 : La nuit est mon royaume de Georges Lacombe
- 1951 : Symphonie de la laine de Jean Lods
- 1951 : La Luxure d'Yves Allégret et l'Envie de Roberto Rossellini extraits de Les Sept Péchés capitaux
- 1956 : Le Monde du silence de Jacques-Yves Cousteau

## Télévision
- 1961 : L'Exécution de Maurice Cazeneuve
- 1965 : Le Roi Lear de Jean Kerchbron
- 1967 : série Le Tribunal de l'impossible - Épisode La Bête du Gévaudan d'Yves-André Hubert
- 1974 : Le Tribunal de l'impossible, épisode : La Double vie de Mademoiselle de la Faye de Michel Subiela

## Écrits
- Les Signes du visible et de l'audible. 1, Le Monde sonore, Paris, Bibliothèque de l'IDHEC, sd